# Cleopatra (animal)
Cleopatra es un género de molusco gasterópodo de la familia Thiaridae en el orden de los Mesogastropoda.

## Especies
Las especies de este género son:
- Cleopatra athiensis Verdcourt, 1957[1]
- Cleopatra broecki Putzeys, 1899 - synonym: Potadomoides broecki (Putzeys, 1899)[2]
- Cleopatra bulimoides (Olivier, 1804) - type species[1]
- Cleopatra colbeaui (Craven, 1880)[1]
- Cleopatra cridlandi Mandahl-Barth, 1954[1]
- Cleopatra elata Dautzenberg & Germain, 1914[1]
- Cleopatra exarata (Martens, 1878)[1]
- Cleopatra ferruginea (I. & H. C. Lea, 1850)[1]
- Cleopatra grandidieri (Crosse & Fischer, 1872)[1]
- Cleopatra guillemei Bourguignat, 1885[1]
- Cleopatra hemmingi Verdcourt, 1956[1]
- Cleopatra johnstoni Smith, 1893[1]
- Cleopatra langi Pilsbry & Bequaert, 1927[1]
- Cleopatra madagascariensis (Crosse & Fischer, 1872)[1]
- Cleopatra mweruensis Smith, 1893[1]
- Cleopatra nsendweensis Dupuis & Putzeys, 1902[1]
- Cleopatra obscura Mandahl-Barth, 1968[1]
- Cleopatra pilula Mandahl-Barth, 1967[1]
- Cleopatra rugosa Connolly, 1925[1]
- Cleopatra smithi Ancey, 1906[1]